# Fjerritslev Sogn
Fjerritslev Sogn var et sogn i Jammerbugt Provsti (Aalborg Stift). 2. december 2012 blev det lagt sammen med Kollerup Sogn til Kollerup-Fjerritslev Sogn. Fjerritslev var udskilt som kirkedistrikt i Kollerup Sogn efter at byen havde fået egen kirke i 1907. Kirkedistrikterne blev afskaffet i 2010, og så blev Fjerritslev et selvstændigt sogn.
Kollerup Sogn hørte til Vester Han Herred i Thisted Amt. Kollerup sognekommune (inkl. Fjerritslev) blev ved kommunalreformen i 1970 kernen i Fjerritslev Kommune, som ved strukturreformen i 2007 indgik i Jammerbugt Kommune.
I Fjerritslev Sogn lå Fjerritslev Kirke.